# Gmina związkowa Vordereifel
Gmina związkowa Vordereifel (niem. Verbandsgemeinde Vordereifel) – gmina związkowa w Niemczech, w kraju związkowym Nadrenia-Palatynat, w powiecie Mayen-Koblenz. Siedziba gminy związkowej znajduje się w mieście Mayen, które do gminy jednak nie należy. Do 1 stycznia 2002 nazwa gminy brzmiała gmina związkowa Mayen-Land (niem. Verbandsgemeinde Mayen-Land).

## Podział administracyjny
Gmina związkowa zrzesza 27 gmin wiejskich:
1. Acht
2. Anschau
3. Arft
4. Baar
5. Bermel
6. Boos
7. Ditscheid
8. Ettringen
9. Hausten
10. Herresbach
11. Hirten
12. Kehrig
13. Kirchwald
14. Kottenheim
15. Langenfeld
16. Langscheid
17. Lind
18. Luxem
19. Monreal
20. Münk
21. Nachtsheim
22. Reudelsterz
23. Sankt Johann
24. Siebenbach
25. Virneburg
26. Weiler
27. Welschenbach